# Tom Brokaw
Thomas John Brokaw, meglio noto come Tom Brokaw (Webster, 6 febbraio 1940), è un conduttore televisivo, giornalista e scrittore statunitense.
È particolarmente noto per essere stato anchorman e produttore del programma televisivo NBC Nightly News dal 1982 al 2004. È l'unica persona ad aver condotto tutti i tre maggiori programmi della NBC News: The Today Show, NBC Nightly News e Meet the Press.
Attualmente è un inviato speciale della NBC News e lavora nella produzione di documentari per altre emittenti televisive statunitensi.
Si è laureato in scienze politiche nel 1964 alla Università del Sud Dakota. Ha pubblicato diversi libri ed ha ricevuto numerosi premi e onorificenze, tra cui molte (circa trenta) lauree honoris causa da varie università americane.
È sposato dal 1962 con Meredith Lynn Auld, scrittrice ed ex Miss South Dakota, dalla quale ha avuto tre figlie.
Nel 2012 appare nel film Argo in alcune immagini di repertorio.

## Premi e onorificenze
- Due Peabody Award (1989 - 2013)
- Sette Emmy Award
- 1989   Alfred duPont Award della Columbia University
- 1990   National Headliner Award della "National Conference of Christians and Jews"
- 1992   Al Neuharth Award
- 1995   Dennis Kauff Memorial Award della Boston University
- 1995   Lowell Thomas Award del Marist College
- 1997   Honor Medal for Distinguished Service in Journalism dell'Università del Missouri
- 1998   Fred Friendly First Amendment Award
- 1998   American Legion Award e President's Award
- 1999   Congressional Medal della "Honor Society"
- 1999   Tex McCrary Excellence in Journalism Award
- 2002   Paul White Award della "Radio Television Digital News Association"
- 2005   Eletto membro della American Academy of Arts and Sciences
- 2005   Four Freedoms Medal per la libertà di parola ed opinioni
- 2006   Lifetime Achievement in Broadcasting Award della Washington State University
- 2006   Sylvanus Thayer Award della Accademia militare di West Point
- 2006   Walter Cronkite Award for Journalism Excellence della Arizona State University
- 2006   Eletto membro della "Television Hall of Fame"
- 2007   Horatio Alger Award della "Horatio Alger Association of Distinguished Americans"
- 2011   Charles Osgood Lifetime Achievement Award in Broadcast Journalism dell'emittente WFUV
- 2012   The Nichols-Chancellor's Medal della Vanderbilt University
- 2012   Ken Burns Lifetime Achievement Award

## Libri
- 1998   The Greatest Generation – ISBN 0-385-33462-1
- 1999   The Greatest Generation Speaks – ISBN 0-385-33538-5
- 2001   An Album of Memories – ISBN 0-375-50581-4
- 2002   A Long Way from Home: Growing Up in the American Heartland – ISBN 0-375-50763-9
- 2007   Boom!: Voices of the Sixties Personal Reflections on the '60s and Today – ISBN 1-4000-6457-0
- 2011   The Time of Our Lives: A conversation about America – ISBN 978-1-4000-6458-8